# Hagsätter
Hagsätter is een plaats in de gemeente Norrköping in het landschap Östergötland en de provincie Östergötlands län in Zweden. De plaats heeft 151 inwoners (2005) en een oppervlakte van 65 hectare. Hagsätter wordt omringd door zowel landbouwgrond als naaldbos. De stad Norrköping ligt zo'n zeven kilometer ten noorden van het dorp.